# À chacun sa vérité (téléfilm)
Pour les articles homonymes, voir À chacun sa vérité.
À chacun sa vérité (Truth) est un téléfilm canadien réalisé par Timothy Bond et diffusé aux États-Unis le 16 janvier 2006 sur Lifetime.

## Synopsis
Amelia, une journaliste, a été assassinée. Elle était en train d'enquêter sur une affaire sensible. Laura, sa meilleure amie, et Meredith, son ancien professeur de journalisme, mettent un point d'honneur à faire arrêter son meurtrier. Ils tentent de reconstituer les dernières heures et les derniers déplacements d'Amelia…

## Fiche technique
- Titre original : Truth
- Réalisateur : Timothy Bond
- Scénario : Thomas C. Chapman et Jeff Blyth
- Société de production : Insight Film Studios
- Durée : 90 minutes

## Distribution
- Dean Cain : Peter
- Stephanie Zimbalist : Meredith
- Thea Gill : Laura
- Peter Hanlon : Carl Timmons
- Beverley Elliott : Mrs. Schmidt
- Danielle Dunn-Morris : Loretta Oxley
- Gary Chalk : Jack Lycar
- Beverley Breuer (en) : Denise Sweeny
- Chandra Berg : Gloria
- Jovanna Huguet (en) : Christie McDermott